# 모라바인
모라바인(체코어: Moravané)은 체코 모라바 지역 출신의 서슬라브족 민족 집단으로, 체코어 또는 표준 체코어의 모라비아 방언 또는 두 방언이 혼합된 형태를 사용한다. 체코의 실레시아인과 함께 민족적으로 모라바인으로 식별되는 인구의 일부가 1991년부터 체코 인구조사에 등록되었다. 이 수치는 변동이 있었으며 2011년 인구 조사에서는 체코 인구의 6.01%가 자신을 모라바인으로 선언했다. 이웃 슬로바키아에서도 모라바인이라고 선언하는 소수의 사람들이 있다.